# Gare de Millenniumtelep
La gare de Millenniumtelep (en hongrois : Millenniumtelep megállóhely) est une gare ferroviaire secondaire de Budapest. 